# Enderleinellus ferrisi
Enderleinellus ferrisi är en insektsart som först beskrevs av Touleshkov 1957.  Enderleinellus ferrisi ingår i släktet Enderleinellus och familjen ekorrlöss. Inga underarter finns listade i Catalogue of Life.